# Vespadelus darlingtoni
Vespadelus darlingtoni is een vleermuis uit het geslacht Vespadelus die voorkomt in Zuidoost-Australië, waar hij voorkomt van Zuidoost-Queensland tot de omgeving van Adelaide (Zuid-Australië) en op de eilanden Tasmanië, Kangaroo, Flinders en Lord Howe. Voor deze soort wordt soms ook de nieuwere, incorrecte naam sagitula McKean, Richards & Price, 1987 gebruikt. Mogelijk bestaan er meerdere soorten binnen de huidige definitie van V. darlingtoni.
Deze soort heeft een dikke, lange, donkerbruine vacht. In Tasmanië is de vacht soms nog donkerder. De kop-romplengte bedraagt 38 tot 49 mm, de staartlengte 29 tot 38 mm, de voorarmlengte 32,5 tot 37,2 mm, de oorlengte 10 tot 13 mm en het gewicht 6,0 tot 8,3 g.
V. darlingtoni leeft in bossen. In het warmere noorden van zijn verspreidingsgebied leeft hij vooral in hogere, koudere gebieden. Het dier slaapt in boomholtes. In november of december wordt een enkel jong geboren.
Vespadelus baverstocki · 
Vespadelus caurinus · 
Vespadelus darlingtoni · 
Vespadelus douglasorum · 
Vespadelus finlaysoni · 
Vespadelus pumilus · 
Vespadelus regulus · 
Vespadelus troughtoni · 
Vespadelus vulturnus